# Alice Russell (piosenkarka)
Alice Russell (ur. 1975) – angielska piosenkarka soulowa.

## Życiorys
Pochodzi z Framlingham w Wielkiej Brytanii. Jej ojciec, który był organistą, zadbał o wszechstronną edukację muzyczną córki. Jej muzykę określa się jako połączenie różnych stylów, od pop i soul po hip-hop i jazz. Wydała cztery płyty studyjne i jeden krążek koncertowy, dokumentujący koncert w Paryżu.
Alice Russell wystąpiła w Polsce dwukrotnie : po raz pierwszy 25 października 2008 roku na pętli autobusowej w kompleksie stacji A23 Młociny, biorąc udział w koncercie uświetniającym zakończenie budowy pierwszej linii metra warszawskiego - koncert nie był biletowany - i po raz drugi w piątek, 17 lipca 2009 w Fabryce Trzciny w Warszawie.

## Dyskografia
- Under The Munka Moon (2004),
- My Favourite Letters (2005),
- Under The Munka Moon II (2006),
- Pot of Gold (2008).
- Pot of Gold Remixes (2009)
- To Dust (2013)